# Aditiv alimentar

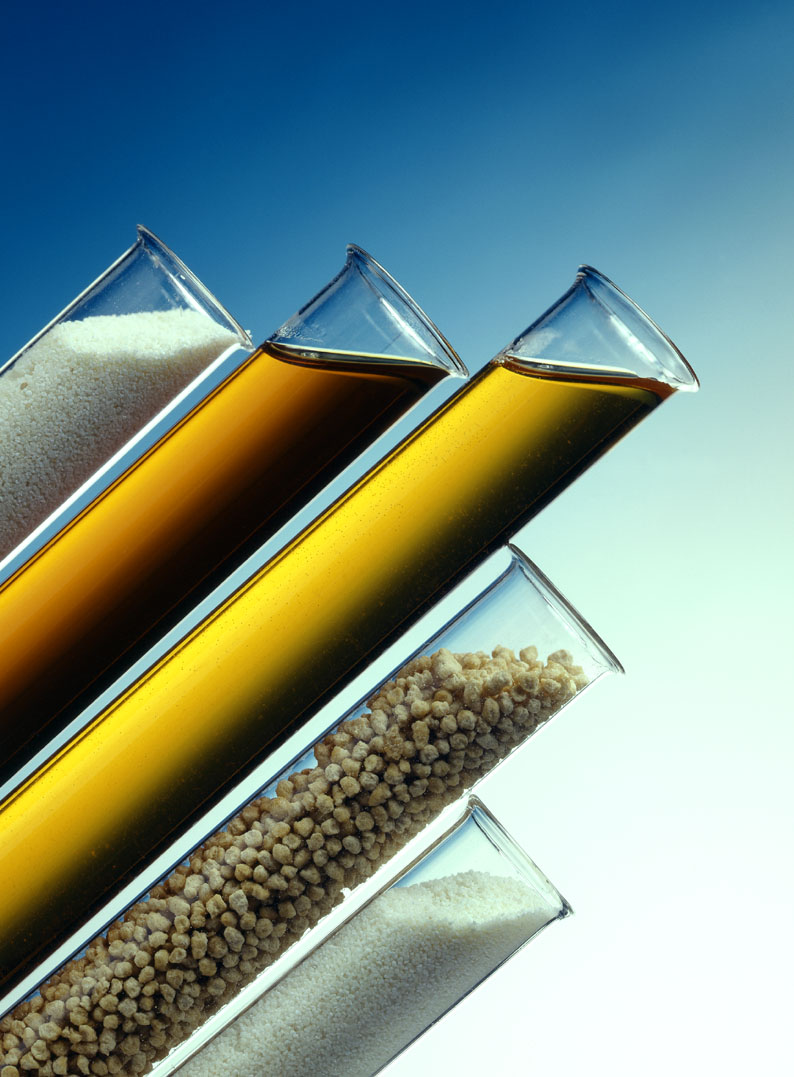
Aditiv alimentar

Aditivii alimentari (cunoscuți în limbaj uzual și ca E-uri) reprezintă orice substanță naturală sau industrială care nu este consumată ca aliment în sine și este folosită ca ingredient constituent al unui aliment, care are sau nu valoare nutritivă și care se adaugă intenționat, cu un scop tehnologic (incluzând modificări organoleptice) în timpul producerii, procesării, preparării, tratării, împachetării, ambalării, transportului, stocării, sau în timpul altei modificări aplicate unui aliment, devenind un component sau afectând într-un fel sau altul caracteristicile alimentelor.
În anul 2016, Dan Vodnar, asistent universitar la Universitatea de Științe Agricole și Medicină Veterinară din Cluj-Napoca, a inventat un tip de ambalaj antimicrobian și care ar putea duce la dispariția E-urilor.

## Numerotare
Pentru a reglementa aceste aditivi și pentru a informa consumatorii, fiecare aditiv are un număr unic, denumit "numere E", utilizat în Europa pentru toți aditivii autorizați. Această schemă de numerotare a fost adoptată și extinsă de către Comisia Codex alimentarius pentru identificarea internațională a tuturor aditivilor, indiferent dacă acestea sunt aprobate pentru utilizare.
Numerele E sunt toate prefixate cu "E", dar țările din afara Europei utilizează numai numărul, chiar dacă aditivul este aprobat în Europa sau nu. De exemplu, acidul acetic este scris ca E260 pe produsele vândute în Europa, dar este simplu cunoscut ca aditiv 260 în unele țări. Aditivul 103, alcanin, nu este aprobat pentru utilizare în Europa, deci nu are un număr E, deși este aprobat pentru utilizare în Australia și Noua Zeelandă. Din 1987, Australia are un sistem aprobat de etichetare a aditivilor în produsele alimentare ambalate. Fiecare aditiv alimentar trebuie numit sau numerotat. Numerele sunt aceleași ca în Europa, dar fără prefixul "E".
Administrația Statelor Unite pentru Alimentație și Medicamente (FDA) enumeră aceste articole ca fiind "recunoscute în general ca fiind sigure" (GRAS); acestea sunt enumerate atât în cadrul numărului de servicii Chemical Abstracts, cât și în regulamentul FDA, conform Codului federal al reglementărilor federale.

### Categorii
Aditivii alimentari pot fi împărțiți în mai multe grupuri, deși există unele suprapuneri, deoarece unii aditivi exercită mai mult de un efect. De exemplu, sarea este atât un conservant cât și o aromă.

## Siguranță și reglementare
Cu utilizarea în creștere a alimentelor prelucrate începând cu secolul al XIX-lea, aditivii alimentari sunt utilizați pe scară mai largă. Multe țări reglementează utilizarea lor. De exemplu, acidul boric era utilizat pe scară largă ca conservant alimentar din anii 1870 până în anii 1920, dar a fost ulterior interzis după primul război mondial din cauza toxicității sale, așa cum s-a demonstrat în studiile pe animale și la om. În timpul celui de-al doilea război mondial, nevoia urgentă de conservanți ieftini, disponibili pentru alimente a dus la utilizarea din nou, dar a fost în cele din urmă interzis în anii 1950.